# Alexander Wilhelm von Arnim
Alexander Wilhelm von Arnim (* 17. November 1738 auf Fredenwalde; † 29. September 1809 ebenda) war ein preußischer Generalleutnant, Chef des Infanterieregiments Nr. 13 und Erbherr von Fredenwalde.

## Leben

### Herkunft
Alexander Wilhelm war der Sohn des preußischen Oberstleutnants a. D. Alexander von Arnim (1688–1753), Herr auf Fredenwalde, und dessen zweiter Ehefrau Charlotte Sophie von Oertzen (1710–1768) aus dem Hause Leppin.

### Militärkarriere
Arnim wurde 1753 als Gefreitenkorporal im Infanterieregiment „Itzenplitz“ der Preußischen Armee angestellt. Im Siebenjährigen Krieg nahm er an den Schlachten von Lobositz, Prag, Roßbach, Leuthen, Torgau, Freiberg, und Hochkirch sowie an den Belagerungen von Prag, Dresden und Olmütz teil. Bei Leuthen und Hochkirch wurde er verwundet und bei der Belagerung von Olmütz erhielt er den Orden Pour le Mérite.
Im Jahr 1762 wurde er Premierleutnant und Generaladjutant bei General von Syburg. 1763 wurde er zudem Quartiermeisterleutnant. 1770 wurde er als Kapitän und Kompaniechef in das Infanterieregiment „von Hacke“ versetzt und nahm 1778/79 am Bayerischen Erbfolgekrieg teil. 1781 wurde Arnim als Major zunächst Kommandeur des I., 1783 Kommandeur des II. Bataillons und schließlich am 23. Juni 1785 Regimentskommandeur. In dieser Stellung erfolgte am 1. Juni 1788 seine Beförderung zum Oberstleutnant sowie am 12. Juli 1790 zum Oberst. König Friedrich Wilhelm II. ernannt ihn am 29. Dezember 1794 zum Chef des Infanterieregiments „von Braun“. Als solcher wurde Arnim am 10. Januar 1795 Generalmajor sowie am 20. Mai 1802 Generalleutnant. 1805 kam er zum Korps des Kurfürsten von Hessen nach Westfalen.
Mit seinem Regiment nahm Arnim 1806 an der Schlacht bei Jena und Auerstedt teil, die für die preußische Armee in einer schweren Niederlage endete. Er wurde während der Kämpfe verwundet, so dass das Gerücht aufkam, er sei gefallen. So kam es, dass am 26. Oktober 1806 eine Leichenpredigt gehalten wurde und seine Droschke gleichzeitig am anderen Ende des Dorfes einfuhr. Arnim erhielt am 5. August 1807 mit 800 Talern Pension seinen Abschied und zog sich auf sein Gut Fredenwalde zurück, wo er 1809 starb.
Alexander Wilhelm von Arnim war Besitzer der Rittergüter Fredenwalde und Willmine. In der Uckermark baute er nordöstlich von Götschendorf bzw. nordwestlich von Alt-Temmen das heute nicht mehr existierende Vorwerk Albertinenhof auf, das er nach seiner Frau benannte.  
Er war Mitglied in der Potsdamer Freimaurerloge "Minerva". 

### Familie
Arnim war seit 1772 mit Albertine Gräfin von Küssow (1753–1829) verheiratet. Aus der Ehe gingen folgende Kinder hervor:
- Henriette Albertine Emilie (* 1778) ⚭ 1804 Kaspar Otto Karl von Langen, Herr auf Bomsdorf, Neumark
- Wilhelm (1780–1847), preußischer Oberst a. D. ⚭ 1813 Henriette von Ahlimb (* 1794) aus dem Hause Ringenwalde